# Maria Thynne
Maria, Lady Thynne (Geburtsname: Maria (auch Mary) Tuchet oder Touchet, * um 1578; † 1611) war eine englische Adlige. Sie ist nicht zu verwechseln mit Marie Touchet, der Geliebten des französischen Königs Karl IX.

## Herkunft
Maria Thynne wurde als Maria Tuchet (oder Touchet) als zweite Tochter von George Tuchet, 11. Baron Audley und dessen ersten Frau Lucy Marvin geboren. In ihrer Familie wurde sie Mall genannt.

## Leben
1594 gehörte sie kurzzeitig zum Hofstaat von Königin Elisabeth I. Im Mai 1594 heiratete sie in einem Gasthof in Beaconsfield heimlich den in sie verliebten jungen Studenten Thomas Thynne, der in Begleitung ihres Verwandten John Marvyn sie auf der Reise nach London getroffen hatte. Thynne war der älteste Sohn und Erbe von John und Joan Thynne, die reiche Grundbesitzer in Südwestengland waren, jedoch mit Marias Großvater Sir James Marvin tief verfeindet waren. Das junge Paar hielt die Ehe deshalb zunächst geheim, doch als die Eltern von Thomas Thynne im nächsten Jahr von der Heirat erfuhren, kam es zu einem Zerwürfnis zwischen Thynne und seinen Eltern. Seine Eltern lehnten die Heirat ab und versuchten in einem jahrelangen Rechtsstreit, sie aufheben zu lassen. Wegen der heimlichen Ehe hatte Maria keine Mitgift erhalten, was die Thynnes weiter erbitterte. Erst 1601 erkannte John Thynne die Heirat seines Sohnes an, während seine Frau Joan bis zu ihrem Tod 1612 die Ehe weiterhin ablehnte. Als ihr Mann 1604 starb, versuchte Joan Thynne, ihrem Sohn sein Erbe vorzuenthalten.
Maria schrieb einen Schmähbrief an ihre Schwiegermutter, und auch die wenigen erhaltenen Briefe an ihren Ehemann, der als Politiker oft in London weilte, sind lebhaft und aufschlussreich. Sie machte sich um seine Gesundheit Sorgen, berichtete ihm über den Familienstreit und machte ihm nicht ernstgemeinte Vorwürfe, dass sie erneut schwanger sei. 
Schließlich erbte ihr Mann, der inzwischen zum Ritter geschlagen worden war, doch die Ländereien seines Vaters einschließlich Longleat House. Während seiner häufigen Abwesenheiten verwaltete Maria die Ländereien, einschließlich der Forst- und Viehwirtschaft. Sie stellte Bedienstete ein und verhandelte mit Pächtern und Gefolgsleuten. Sie nahm die Pachten entgegen und berichtete ihrem Mann über säumige Zahler. 1609 und 1610 übernahm sie die finanzielle Abwicklung des Kaufs des Manors von Warminster von ihrem Bruder Mervyn Tuchet.

## Nachkommen
Sie hatte aus ihrer Ehe drei Söhne und eine Tochter, darunter:
- John Thynne (* 1604), früh verstorben;
- Sir James Thynne (1605–1670);
- Sir Thomas Thynne (um 1610–1669).

Sie starb, wie sie es befürchtet hatte, im Kindbett nach der Geburt ihres Sohnes Thomas. In einer letztlich versöhnlichen Geste kümmerte sich ihre Schwiegermutter nach ihrem Tod um das Kleinkind. Nach ihrem Tod heiratete ihr Mann in zweiter Ehe Catherine Howard.